# 国税庁 (大韓民国)
国税庁（こくぜいちょう、National Tax Service）は、大韓民国における企画財政部傘下の国家行政機関。国税の賦課・減免及び取り立てに関する業務を担当する。1966年3月3日設置。日本の国税庁に相当する。

## 組織

### 幹部
- 庁長
  - 代弁人
- 次長
  - 企画調整官
  - 電算情報管理官
  - 監査官
  - 納税者保護官
  - 国際租税管理官

### 下部組織
| - 運営支援課 - 徴税法務局 - 個人納税局 - 法人納税局 | - 財産税局 - 調査局 - 所得支援局 |

### 所属機関
- 国税公務員教育院
- 国税庁酒類免許支援センター
- 国税庁顧客満足センター
- 地方国税庁
  - ソウル地方国税庁（所属税務署：鍾路、中部、南大門、龍山、城北、西大門、麻浦、永登浦、江西、陽川、九老、銅雀、衿川、江南、三成、盤浦、瑞草、駅三、城東、東大門、道峰、江東、松坡、蘆原）
  - 中部地方国税庁（所属税務署：仁川、北仁川、西仁川、南仁川、富川、安養、安山、水原、東水原、平沢、城南、利川、議政府、南楊州、高陽、坡州、始興、東安養、龍仁、春川、洪川、原州、寧越、三陟、江陵、束草）
  - 大田地方国税庁（所属税務署：大田、西大田、清州、東清州、永同、忠州、堤川、公州、論山、保寧、瑞山、洪城、礼山、天安）
  - 光州地方国税庁（所属税務署：光州、北光州、西光州、群山、全州、北全州、益山、井邑、南原、木浦、羅州、海南、順天、麗水）
  - 大邱地方国税庁（所属税務署：東大邱、西大邱、南大邱、北大邱、慶山、慶州、浦項、寧徳、安東、金泉、亀尾、尚州、栄州）
  - 釜山地方国税庁（所属税務署：中釜山、西釜山、釜山鎮、水営、北釜山、東萊、金井、蔚山、東蔚山、馬山、昌原、金海、居昌、統営、晋州、済州）

## 所在地
- ソウル特別市鍾路区寿松洞

座標: 北緯37度34分27.2秒 東経126度58分47.4秒 / 北緯37.574222度 東経126.979833度